# Klaus Wunder
Klaus Wunder (ur. 13 września 1950 w Erfurcie, zm. 19 stycznia 2024) – niemiecki piłkarz występujący na pozycji napastnika.

## Kariera klubowa
Wunder zawodową karierę rozpoczynał w 1969 roku w Arminii Hanower, grającej w Regionallidze Nord. W 1971 roku trafił do pierwszoligowego MSV Duisburg. W Bundeslidze zadebiutował 14 sierpnia 1971 w wygranym 2:1 meczu z Borussią Dortmund. 11 września 1971 w wygranym 1:0 spotkaniu z Rot-Weiß Oberhausen strzelił pierwszego gola w trakcie gry w Bundeslidze. W Duisburgu Wunder grał do 1974 roku.
Latem 1974 roku przeszedł do Bayernu Monachium, również grającego w Bundeslidze. Pierwszy ligowy mecz zaliczył tam 24 sierpnia 1975 przeciwko Kickers Offenbach (0:6). W 1975 roku zdobył z Bayernem Puchar Mistrzów, po pokonaniu w jego finale 2:0 Leeds United.
W grudniu 1975 roku Wunder odszedł do innego pierwszoligowego zespołu – Hannoveru 96. W sezonie 1975/1976 zajął z nim 16. miejsce w lidze i spadł z nim do 2. Bundesligi. W Hannoverze spędził jeszcze dwa sezony.
W 1978 roku został graczem pierwszoligowego Werderu Brema. Zadebiutował tam 12 sierpnia 1978 w przegranym 1:3 ligowym pojedynku z Fortuną Düsseldorf. W ciągu dwóch sezonów zagrał w Werderze w 56 ligowych spotkaniach i zdobył 12 bramek. W 1980 roku zakończył karierę.

## Kariera reprezentacyjna
Wunder rozegrał jedno spotkanie w reprezentacji Niemiec. Był to towarzyski mecz przeciwko Związkowi Radzieckiemu (1:0) rozegrany 5 września 1973.